# Bälgmord
Bälgmord är i Sverige en äldre term från medeltiden för en fosterfördrivning som vanligtvis utfördes genom intagande av örter som kan döda eller driva ut fostret. Begreppet kommer av det  fornsvenska belgher, i betydelsen "buk", alltså i klartext "bukmord".
Redan i Äldre Västgötalagen från 1200-talet omnämns bälgmord som en neslig handling, som också kunde medföra straff för den som anklagade, om anklagelsen inte gick att föra i bevis, så kallade styggelseord (firnær orth). I Dalalagen och Västmannalagen ingick bälgmord som straffbelagd gärning. Den kvinna som anklagades för bälgmord behövde skaffa vittnen som kunde gå i god för hennes ord. Om kvinnan inte lyckades bevisa sin oskuld fick hon böta 12 mark enligt Dalalagen och sex mark enligt Västmannalagen.
Landslagen från 1700-talet kommenteras i en beskrivning från början av 1900-talet så här:
| ” | Fördriver någon sitt foster, vilket kallas bälgmord; uppå det sätt det sker, där fostret prövas hava haft det liv, att det sig i moderlivet rört, och det hon ettdera intagit, eller det hon på sig själv förövat, varit av den verkan, att fostret därav döden tagit; så belägges den sådant gör med livsstraff. Men har fostret ej haft det liv, att det förmått sig i moderlivet röra, eller där det de krafter haft, men ovisst är, om det modern intagit varit så starkt, eller den åtgärd, modern på sig förövat, varit av den verkan, att det kunnat fördriva fostret, och således osäkert, om fostret därav, eller av annan naturlig orsak omkommit, så belägges modern i avseende på dess elaka uppsåt med extra ordinarie straff, det hovrätten underställes. Har det som intages, ingen verkan haft, utan fostret födes levandes, så belägges den brottslige med 40 marks böter. | „ |